# Georges Douking
Georges Ladoubée dit Georges Douking ou Douking, est un acteur, metteur en scène, décorateur et costumier français né le 6 août 1902 à Paris et mort le 20 octobre 1987 à Draveil.

## Biographie
Avec son épouse Janie Gayme, il a fait partie des troupes de Léon Chancerel et Gaston Baty. Il succède à Gaston Baty à la direction de la Comédie de Provence à Aix-en-Provence de 1953 à décembre 1955 où il démissionne laissant la direction à René Lafforgue.
Ce fut l'un des acteurs fétiches de Pierre Chenal.

## Filmographie

### Cinéma
- 1927 : Casanova d'Alexandre Volkoff
- 1934 : La Rue sans nom de Pierre Chenal
- 1935 : Crime et Châtiment de Pierre Chenal - (Nicolas)
- 1935 : Le Domino vert d'Herbert Selpin et Henri Decoin
- 1936 : Sous les yeux d'Occident / Razumov de Marc Allégret
- 1937 : L'Homme de nulle part de Pierre Chenal - (Le domestique simplet de la pension)
- 1938 : La Femme du bout du monde de Jean Epstein - (Planque)
- 1938 : J'accuse d'Abel Gance
- 1938 : L'Affaire Lafarge de Pierre Chenal - (Parent)
- 1938 : Les Gaietés de l'exposition d'Ernest Hajos - (Le second détective)
- 1938 : Le Train pour Venise d'André Berthomieu - (Le barman)
- 1938 : Éducation de prince d'Alexander Esway - (Pansanias)
- 1938 : Eusèbe député de André Berthomieu - (Firmin)
- 1938 : Katia de Maurice Tourneur - (l'espion)
- 1938 : Paix sur le Rhin de Jean Choux
- 1939 : Les Otages de Raymond Bernard - (Brazoux)
- 1939 : Le Dernier Tournant de Pierre Chenal   - (Un joueur)
- 1939 : Yamilé sous les cèdres de Charles d'Espinay - (Ahmed)
- 1939 : Le Jour se lève de Marcel Carné - (L'aveugle)
- 1939 : Deuxième Bureau contre Kommandantur de René Jayet et Robert Bibal
- 1939 : Louise d'Abel Gance - (Le peintre)
- 1939 : La Charrette fantôme de Julien Duvivier - (Un ivrogne)
- 1940 : Finance noire de Félix Gandéra
- 1942 : La Main du diable de Maurice Tourneur - (Le tire-laine)
- 1943 : Tornavara de Jean Dréville - (Grégor)
- 1943 : Un seul amour de Pierre Blanchar - (Le père Biondi)
- 1943 : Adrien de Fernandel - (Le peintre)
- 1948 : Clochemerle de Pierre Chenal - (Le préparateur)
- 1949 : Maya de Raymond Bernard - (Un soutier)
- 1949 : Lady Paname d'Henri Jeanson - (Le parlementaire, ami de Fred)
- 1949 : Le Jugement de Dieu de Raymond Bernard - (Le moine Enrique, commissaire de l'inquisition)
- 1951 : Le Garçon sauvage de Jean Delannoy - (Le paysan)
- 1956 : Notre-Dame de Paris de Jean Delannoy - (Le chef)
- 1956 : Œil pour œil d'André Cayatte - (Le guérisseur)
- 1957 : Rafles sur la ville de Pierre Chenal - (Le fou)
- 1958 : La Bonne Tisane d'Hervé Bromberger
- 1958 : Ce corps tant désiré de Luis Saslavsky - (Le commissaire)
- 1959 : La Bête à l'affût de Pierre Chenal - (Le gardien de phare)
- 1959 : Le Bossu d'André Hunebelle - (Le marquis de Caylus)
- 1960 : Chien de pique d'Yves Allégret - (Le vieux Manuel)
- 1960 : L'Amant de cinq jours de Philippe de Broca
- 1960 : La Fête espagnole de Jean-Jacques Vierne
- 1963 : Les Félins de René Clément - (Le clochard)
- 1964 : Quoi de neuf, Pussycat ? (What's new, Pussicat ?) de Clive Donner - (Le concierge de l'appartement de Renée)
- 1965 : Mademoiselle de Tony Richardson - (Le prètre)
- 1966 : Opération Opium (The Poppy Is Also a Flower) de Terence Young - (Le financier de Marko)
- 1966 : La Fantastique Histoire vraie d'Eddie Chapman (Triple Cross) de Terence Young
- 1967 : Lagardère - version pour le cinéma du feuilleton télévisé, projeté en deux parties - de Jean-Pierre Decourt
- 1968 : Mayerling de Terence Young
- 1968 : Histoires extraordinaires, sketch : "Metzengerstein" de Roger Vadim - (Le licier)
- 1968 : La Charge de la brigade légère (The charge of the light brigade) de Tony Richardson
- 1968 : Catherine, il suffit d'un amour de Bernard Borderie - (Un géôlier)
- 1969 : Maldonne de Sergio Gobbi
- 1969 : La Voie lactée de Luis Buñuel - (Le berger avec la chèvre)
- 1969 : L'Arbre de Noël de Terence Young - (L'animalier)
- 1969 : Les Patates de Claude Autant-Lara - (Le voisin de P'tit Louis)
- 1970 : Sortie de secours de Roger Kahane
- 1971 : La Grande Maffia de Philippe Clair
- 1972 : Le Droit d'aimer d'Éric Le Hung - (Un prisonnier)
- 1972 : Le Charme discret de la bourgeoisie de Luis Buñuel - (Le jardinier)
- 1973 : Les Quatre Charlots mousquetaires d'André Hunebelle
- 1974 : Les bidasses s'en vont en guerre de Claude Zidi - (Le Papet)
- 1975 : Les Conquistadores de Marco Pauly - (Le vieux)

### Télévision
- 1964 : Rocambole de Jean-Pierre Decourt
- 1965 : Thierry la Fronde de Jean-Claude Deret : l'abbé Servon (épisode 34)
- 1967 : Le Golem (du roman de Gustav Meyrink), téléfilm de Jean Kerchbron : Zwarck
- 1967 : Lagardère, feuilleton télévisé de Jean-Pierre Decourt
- 1970 : Le Fauteuil hanté, réalisé par Pierre Bureau
- 1971 : Tang feuilleton télévisé d'André Michel : Un indicateur (ép. 11, 12)
- 1971 : Aubrac-City feuilleton télévisé de Jean Pignol
- 1971 :  Arsène Lupin: le baron Nathan Cahorn (saison 1, épisode 4)
- 1971 : L'Homme qui rit de Jean Kerchbron
- 1973 : Joseph Balsamo, feuilleton télévisé d'André Hunebelle
- 1975 : L'Homme sans visage de Georges Franju
- 1974 : Un curé de choc (26 épisodes de 13 minutes) de Philippe Arnal
- 1977 : Recherche dans l'intérêt des familles de Philippe Arnal

## Théâtre

### Comédien
- 1929 : Prise d'André Pascal et Albert-Jean, mise en scène Albert-Jean, Théâtre de l'Avenue
- 1933 : Crime et Châtiment d'après Fiodor Dostoïevski, mise en scène Gaston Baty, Théâtre Montparnasse
- 1943 : Cristobal de Charles Exbrayat, mise en scène Jean Darcante, Théâtre Montparnasse
- 1946 : Huon de Bordeaux d'Alexandre Arnoux, mise en scène Georges Douking, Théâtre Pigalle
- 1947 : Huon de Bordeaux d'Alexandre Arnoux, mise en scène Georges Douking, Centre dramatique de l'Est
- 1950 : L'Affaire Fualdes de Denis Marion, mise en scène Georges Douking, Théâtre du Vieux-Colombier
- 1953 : Huon de Bordeaux d'Alexandre Arnoux, mise en scène Georges Douking, Théâtre des Célestins
- 1957 : Les Hommes du dimanche de Jean-Louis Roncoroni, mise en scène Georges Douking, Théâtre de la Michodière
- 1957 : Faust de Goethe, mise en scène Gaston Baty, Théâtre Montparnasse
- 1958 : Les Murs de Palata d'Henri Viard, mise en scène Georges Douking, Théâtre du Vieux-Colombier
- 1961 : Spéciale Dernière de Ben Hecht et Mac Arthur, mise en scène Pierre Mondy, Théâtre de la Renaissance

### Metteur en scène
- 1937 : À cheval sur la mer de John Millington Synge, Théâtre des Ambassadeurs
- 1938 : La Cruche cassée d'Heinrich von Kleist, Théâtre des Ambassadeurs
- 1942 : Sodome et Gomorrhe de Jean Giraudoux, Théâtre Hébertot
- 1946 : Huon de Bordeaux d'Alexandre Arnoux, Théâtre Pigalle
- 1947 : Huon de Bordeaux d'Alexandre Arnoux, Centre dramatique de l'Est
- 1947 : Messaline de Claude Vermorel, Théâtre Pigalle
- 1947 : La Descente aux enfers de Madame Simone, Théâtre Pigalle
- 1948 : Lucienne et le boucher de Marcel Aymé, Théâtre du Vieux-Colombier
- 1949 : Le Légataire universel de Jean-François Regnard, Théâtre des Célestins
- 1950 : L'Affaire Fualdes de Denis Marion, Théâtre du Vieux Colombier
- 1951 : Halte au destin de Jacques Chabannes, Théâtre de la Potinière
- 1951 : Vogue la galère de Marcel Aymé, Théâtre de la Madeleine
- 1952 : Feu Monsieur de Marcy de Raymond Vincy et Max Régnier, Théâtre de la Porte Saint Martin
- 1953 : Flamineo de Robert Merle, Théâtre des Célestins
- 1954 : N'importe quoi pour elle de Steve Passeur, Théâtre Gramont
- 1954 : Bajazet de Racine, Comédie de Provence
- 1954 : Les Femmes savantes de Molière, Comédie de Provence
- 1954 : Saül d'André Gide, Comédie de Provence
- 1955 : Le Tombeau d'Achille d'André Roussin, Comédie de Provence
- 1955 : Carré de sept de Charles Galtier, Théâtre Hébertot, Comédie de Provence
- 1955 : Ainsi va le monde de William Congreve, Comédie de Provence
- 1957 : La Nuit des Rois de William Shakespeare, Festival des Nuits de Bourgogne Beaune
- 1957 : Les Hommes du dimanche de Jean-Louis Roncoroni, Théâtre de la Michodière
- 1958 : Les Murs de Palata d'Henri Viard, Théâtre du Vieux-Colombier
- 1965 : Le Plus Grand des hasards d'André Gillois et Max Régnier,   Théâtre de la Porte Saint Martin